# 细纹猫蛛
细纹猫蛛（学名：Oxyopes macilentus）为猫蛛科猫蛛属的动物。分布于中国至澳大利亚以及中国大陆的广东、湖南、浙江、四川等地，常生活于稻田以及果园草丛。